# Yannick Fonsat
Yannick Fonsat (ur. 16 czerwca 1988 w Paryżu) – francuski lekkoatleta, sprinter.

## Osiągnięcia
- 2 medale mistrzostw Europy juniorów (Hengelo 2007, bieg na 400 m – złoto i sztafeta 4 x 400 m – brąz)
- 2 medale igrzysk śródziemnomorskich (Pescara 2009, bieg na 400 m – brąz i sztafeta 4 x 400 m – srebro)
- 2 medale młodzieżowych mistrzostw Europy (Kowno 2009, bieg na 400 m – złoto i sztafeta 4 x 400 m – brąz)
- 7. miejsce podczas mistrzostw świata (sztafeta 4 x 400 m, Berlin 2009)
- brązowy medal w biegu na 400 metrów podczas mistrzostw Europy w Helsinkach (2012)
- brązowy medal w sztafecie 4 × 200 metrów podczas IAAF World Relays (Nassau, 2014)

## Rekordy życiowe
- Bieg na 200 metrów (stadion) – 20,59 (2014)
- Bieg na 250 metrów – 27,11 (2010)
- Bieg na 400 metrów – 45,30 (2012)
- bieg na 200 metrów (hala) – 20,82 (2012)
- bieg na 300 metrów (hala) – 33,32 (2013)
- bieg na 400 metrów (hala) – 46,64 (2012)